# Кама (Новосибирская область)
Ка́ма — село в Куйбышевском районе Новосибирской области. Административный центр Камского сельсовета.

## География
Село находится на обоих берегах реки Кама (приток Оми), на расстоянии 61 км к северо-западу от города Куйбышев, административного центра района, и 340 км к северо-западу от города Новосибирск, административного центра области. Площадь села — 147 гектаров.

## Население
| 2002 | 2007 | 2010 |
| ---- | ---- | ---- |
| 776  | ↘749 | ↘560 |

## Инфраструктура
В селе по данным на 2007 год функционируют 1 учреждение здравоохранения и 1 учреждение образования.

## Транспорт
Два моста соединяют правобережную и левобережную части села. Имеется подъездная дорога к селу (через Верх-Ичу) от автодороги Куйбышев — Северное.